# Zoltán Harsányi
Zoltán Harsányi (Senec, 1 juni 1987) is een Slowaaks voetballer die onder contract staat bij DAC 1904 Dunajská Streda. Eerder speelde hij drie jaar met Bolton Wanderers in de Premier League. Harsányi maakte deel uit van de Slowaakse voetbalelftallen onder 18, 20 en 21. 
Op 11 mei 2010 werd bekend dat het contract met Harsányi door Bolton Wanderers niet verlengd zou worden. In de voorbereiding op het seizoen 2010/11 speelde hij enkele oefenwedstrijden als proefspeler mee met de Nederlandse club N.E.C., maar wist hierin niet te scoren. Wel miste hij bij een stand van 0-6 een penalty in de wedstrijd tegen SJN. In het duel tegen OSC irriteerde hij zijn medespelers met zelfzuchtig spel. Hij wist de staf van de Nijmeegse club niet te overtuigen en kreeg er dus geen contract aangeboden. Hierna tekende hij een contract voor zes maanden bij DAC 1904 Dunajská Streda.